# Gołąbek lepki

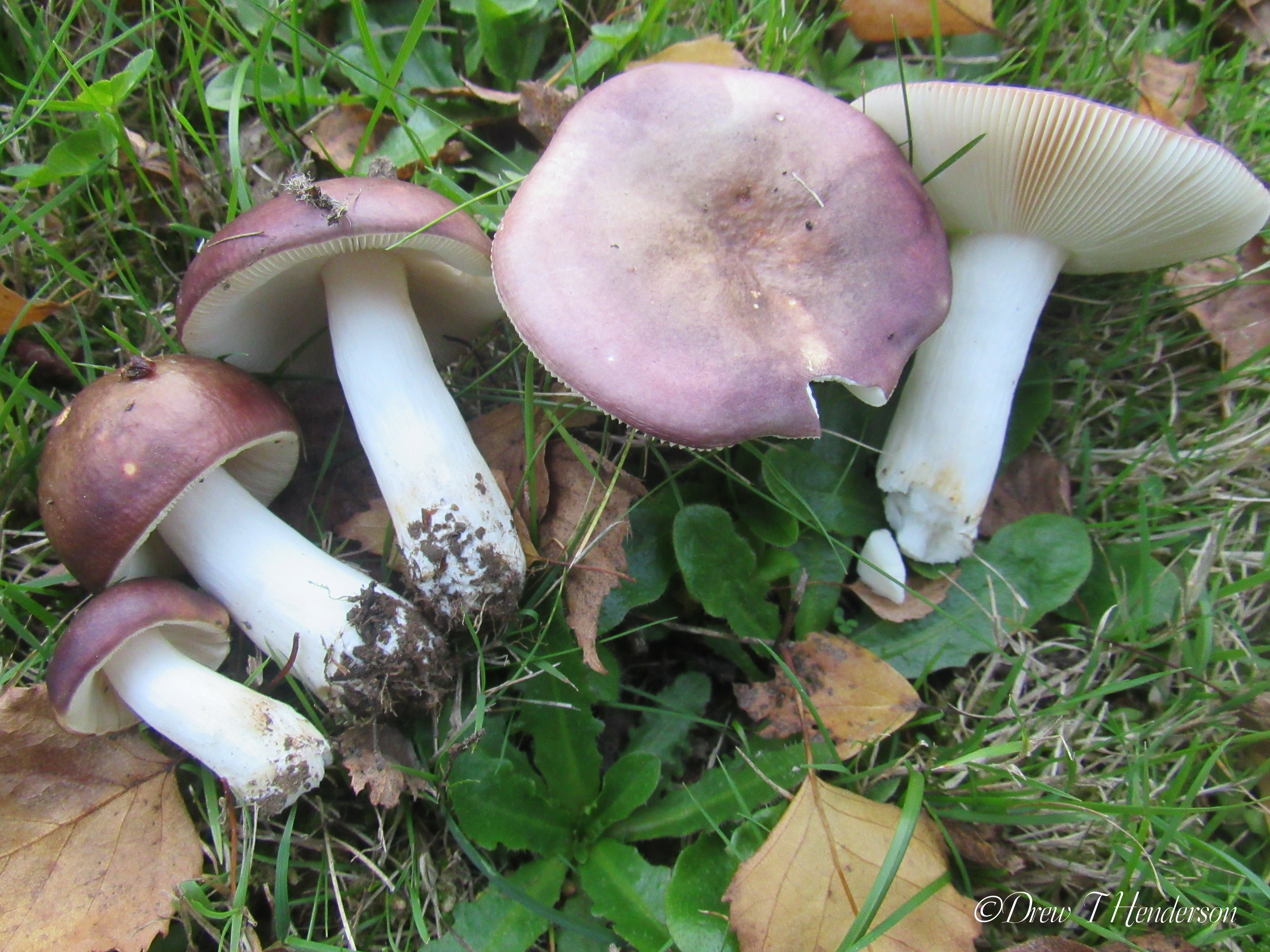

Gołąbek lepki (Russula viscida Kudřna) – gatunek grzybów z rodziny gołąbkowatych (Russulaceae).

## Systematyka i nazewnictwo
Pozycja w klasyfikacji według Index Fungorum: Russula, Russulaceae, Russulales, Incertae sedis, Agaricomycetes, Agaricomycotina, Basidiomycota, Fungi.
Synonimy naukowe:
- Russula artesiana Bon 1984
- Russula melliolens var. chrismantiae Maire 1910
- Russula occidentalis Singer 1951
- Russula vinosa subsp. occidentalis Singer 1948

Nazwę polską podała Alina Skirgiełło w 1991 r.

## Morfologia
Kapelusz
O średnicy 8–12 cm, mięsisty, początkowo wypukły, wkrótce płasko rozpostarty. Powierzchnia początkowo bardzo lepka i błyszcząca, podczas suchej pogody matowa, winnoczerwona, płoworuda z brązowawym odcieniem, rudawa z różowym brzegiem, w środku zazwyczaj ochrowa, rudawa lub żółtozielonkawa, wyjątkowo szarofioletowa. Brzeg długo podgięty, krótko prążkowany, często nieregularnie płatowaty. Skórka dająca się oderwać tylko przy brzegu.
Blaszki
Dosyć rzadkie z nielicznymi blaszeczkami, niektóre rozwidlone, zwężone zarówno przy brzegu jak przy trzonie, białawe z zielonkawym odcieniem.
Trzon
Wysokość 4–9 cm, grubość 2-3, wyjątkowo do 5 cm, u młodych okazów twardy i jędrny, u starszych watowaty. Powierzchnia biała, dołem płowo nabiegła lub ruda.
Miąższ
Gruby i twardy, biały, potem miejscami żółknący lub z zielonkawym odcieniem. Ma łagodny smak, ale w kapeluszu starszych okazów może być ostry. Zapach słaby. pod działaniem FeSO4 czerwienieje.
Wysyp zarodników
Jasnokremowy do kremowego.
Cechy mikroskopowe
Podstawki 35–50 × 9–12 µm. Zarodniki szeroko elipsoidalne, 7–11,2 × 7–9,5 µmpokryte brodawkami i paciorkami połączonymi siateczkowato niskimi łącznikami ze słabo amyloidalna łysinka. Cystydy wrzecionowate z kończykiem, liczne, 70–150 × 8–11 µm. W górnej części miąższu liczne przewody mleczne, w skórce występują dermatocystydy.

## Występowanie
Występuje w Ameryce Północnej i Południowej, Europie i Azji. Najwięcej stanowisk podano w Europie. W Polsce w 2003 r. Władysław Wojewoda przytoczył 3 stanowiska, w późniejszych latach podano następne, a najbardziej aktualne podaje internetowy atlas grzybów. Znajduje się w nim na liście gatunków zagrożonych i wartych objęcia ochroną.
Naziemny grzyb mykoryzowy występujący w lasach iglastych. Tworzy ektomykoryzę z jodłami, sosnami i świerkami. Owocniki głównie od lipca do września.

## Znaczenie
Według niektórych autorów jest to Grzyb jadalny, według innych nie jest trujący, ale nie nadaje się do spożycia, czyli jest grzybem niejadalnym.